# Charles Kuonen Hängebrücke

Il Charles Kuonen Hängebrücke (in italiano ponte sospeso Charles Kuonen) è un ponte tibetano situato a Randa in Svizzera. 
Il ponte ha una lunghezza 494 metri e dalla sua apertura, avvenuta nel luglio 2017, è il terzo ponte sospeso pedonale al mondo per lunghezza.